# NOAD in het seizoen 1956/57
Het seizoen 1956/1957 was het derde jaar in het bestaan van de Tilburgse betaaldvoetbalclub NOAD. De club kwam uit in de Eredivisie en eindigde daarin op de 12e plaats. Ook deed NOAD mee aan het toernooi om de KNVB Beker, hierin werden de Brabanders thuis in de derde ronde uitgeschakeld door Rheden, dat daarvoor aan een 0–0 gelijkspel genoeg had.

## Wedstrijdstatistieken

### Eredivisie
|       | Ajax  | Amsterdam | BVV   | DOS   | Eindhoven | Elinkwijk | Sportclub Enschede | Feijenoord | Fortuna '54 | GVAV  | MVV   | NAC   | PSV   | Rapid JC | Sparta | VVV   | Willem II |
| ----- | ----- | --------- | ----- | ----- | --------- | --------- | ------------------ | ---------- | ----------- | ----- | ----- | ----- | ----- | -------- | ------ | ----- | --------- |
| Thuis | 1 – 4 | 1 – 3     | 0 – 0 | 4 – 2 | 2 – 0     | 3 – 3     | 3 – 1              | 0 – 0      | 1 – 2       | 3 – 2 | 0 – 0 | 2 – 1 | 2 – 3 | 3 – 2    | 3 – 0  | 1 – 2 | 1 – 0     |
| Uit   | 2 – 1 | 1 – 0     | 6 – 0 | 3 – 1 | 3 – 1     | 2 – 3     | 1 – 1              | 5 – 2      | 0 – 3       | 2 – 0 | 3 – 0 | 2 – 2 | 3 – 3 | 1 – 3    | 2 – 1  | 2 – 1 | 1 – 2     |

### KNVB Beker
| 1e ronde                                         | RPC               | 2 – 3 (1 – 3)                       | NOAD                                       |
| 19 augustus 1956 Plaats: Eindhoven Sportpark RPC | Onbekend 30', 80' |                                     | 40' Jo Maas Sjef de Kuijer Gerrit Verreijt |
| 2e ronde                                         | Baronie           | 1 – 1 (0 – 0) Als uitspelende ploeg | NOAD                                       |
| 3 november 1956 Plaats: Breda Fatimastraat       | Piet Kas 89'      |                                     | 88' Jan Meijer                             |
| 3e ronde                                         | NOAD              | 0 – 0 Als uitspelende ploeg         | Rheden                                     |
| 26 december 1956 Plaats: Tilburg Industriestraat |                   |                                     |                                            |

## Statistieken NOAD 1956/1957

### Eindstand NOAD in de Nederlandse Eredivisie 1956 / 1957
| Stand | Gespeeld | Gewonnen | Gelijk | Verloren | Punten | Doelpunten voor | Doelpunten tegen |
| ----- | -------- | -------- | ------ | -------- | ------ | --------------- | ---------------- |
| 12e   | 34       | 12       | 7      | 15       | 31     | 54              | 64               |

### Topscorers
| #      | Naam          | Goal |
| ------ | ------------- | ---- |
| 1.     | Jan Meijer    | 19   |
| 2.     | Ab Kentie     | 10   |
| 2.     | Frits Louer   | 10   |
| 4.     | Tini van Osch | 9    |
| 5.     | Herman Damen  | 4    |
| 6.     | Ruud de Chêne | 1    |
| 6.     | Bart Janssen  | 1    |
| Totaal | Totaal        | 54   |

| #      | Naam            | Goal |
| ------ | --------------- | ---- |
| 1.     | Sjef de Kuijer  | 1    |
| 1.     | Jo Maas         | 1    |
| 1.     | Jan Meijer      | 1    |
| 1.     | Gerrit Verreijt | 1    |
| Totaal | Totaal          | 4    |

## Voetnoten
Ajax ·
Amsterdam ·
BVV ·
DOS ·
Eindhoven ·
Elinkwijk ·
Sportclub Enschede ·
Feijenoord ·
Fortuna '54 ·
GVAV ·
MVV ·
NAC ·
NOAD ·
PSV ·
Rapid JC ·
Sparta ·
VVV ·
Willem II